# والتر بي. جيبسون
والتر بي. جيبسون (بالإنجليزية: Walter B. Gibson)‏ هو صحفي وكاتب أمريكي، ولد في 12 سبتمبر 1897 في Germantown, Philadelphia ‏ في الولايات المتحدة، وتوفي في 6 ديسمبر 1985 في نيويورك في الولايات المتحدة.

## وصلات خارجية
- والتر بي. جيبسون على موقع IMDb (الإنجليزية)
- والتر بي. جيبسون على موقع ميوزك برينز (الإنجليزية)
- والتر بي. جيبسون على موقع قاعدة بيانات الفيلم (الإنجليزية)